# Panicum phoiniclados
Panicum phoiniclados là một loài thực vật có hoa trong họ Hòa thảo. Loài này được Naik & Patunkar mô tả khoa học đầu tiên năm 1980.